# Ray Billington
Raymond John Billington (* 18. April 1930 in Hitchin; † 1. September 2012) war ein britischer Philosoph und Autor. Bekanntheit erlangte der ehemalige Methodist durch seine Forderung nach einer „Religion ohne Gott“.

## Leben
Ray Billington war der Sohn eines methodistischen Geistlichen und dessen Frau, die in der Heilsarmee tätig war. Als Jugendlicher unterrichtete er in der Sonntagsschule und begann mit 17 Jahren an zu predigen. Er verweigerte den Kriegsdienst und arbeitete stattdessen in der Landwirtschaft. Mit 19 begann er ein Studium der Theologie in Birmingham, das er 1952 abschloss. Anschließend war er als methodistischer Geistlicher tätig, u. a. in Glasgow, Köln (in den 1950ern für die Royal Air Force), Hereford (1958 bis 1961 für den Special Air Service) und Woolwich.
In den 1950er Jahren begann Billington an der christlichen Religion zu zweifeln, unter anderem beeinflusst durch das Übersetzen der Schriftrollen vom Toten Meer, Schriften von Paul Tillich und Diskussionen mit dem anglikanischen Bischof John A. T. Robinson (Honest to God, 1963). Großen Einfluss übte auf ihn auch die Lektüre von Julian Huxleys Essays of a Humanist aus. Er teilte seither dessen humanistischen Ideen und wurde zum überzeugten Atheisten. Seither vertrat er wie John A. T. Robinson die Auffassung, dass Religion von den Weltreligionen zu eigen gemacht wurde und vielmehr im Menschen zu suchen ist.
1971 veröffentlichte er die Schrift The Christian Outsider, in der er die Existenz eines personifizierten Gottes und eines Lebens nach dem Tode abstritt. Daraufhin wurde er der Ketzerei beschuldigt und von der Methodist Conference aus seinem Amt entlassen. Über Jahre war er danach ein Vertreter des Materialismus, zuletzt wandte er sich jedoch der Östlichen Mystik zu.
Billington lehrte Geisteswissenschaften an der Bristol Polytechnic, zunächst von 1968 bis 1970 als Lecturer, danach als Senior und Principal Lecturer. Bis 1995 leitete er den Fachbereich Philosophie der Hochschule. Ab 1972 lehrte er außerdem Educational Studies an der Open University. 1984/1985 war er Austauschprofessor an der University of California. Er arbeitete als externer Prüfer des Europäischen Abiturs und gab Philosophie-Kurse an den Universitäten in Oxford, Cardiff und Bath. An den Orten, wo er lebte, führte er philosophische Gesprächskreise ein, zuletzt wirkte er zwanzig Jahre bis zu seinem Tod im Tintern Philosophy Circle.
Billingtons bekanntestes Werk ist Religion Without God (2001), in dem er die Idee einer Religion ohne Gott durch Transzendenz im Alltag beschreibt. Seine Einführung in die Ethik, Living Philosophy: An Introduction to Moral Thought (1988), wurde zum Philosophie-Standardwerk für Studenten. Neben Büchern schrieb Billington auch Kolumnen für die spirituelle „Face to Faith“-Rubrik des Guardian und nahm an religiösen Radiosendungen teil.
Billington starb 2012 mit 82 Jahren an Kehlkopfkrebs.

## Familie
Er war mit Shelagh Billington verheiratet und hatte drei Söhne. Seit 1990 lebte er mit Hatti Pegram zusammen.

## Werk (Auswahl)
- The Liturgical Movement and Methodism. Epworth P., London 1969, ISBN 0-7162-0054-6.
- The Christian Outsider.  Epworth Press, London 1971, ISBN 0-7162-0168-2.
- Living Philosophy: An Introduction to Moral Thought.  Routledge and Kegan, 1988, ISBN 0-7102-1303-4.
- East of Existentialism. Unwin Hyman, London 1990, ISBN 0-04-445542-9.
- Understanding Eastern Philosophy. Routledge, London 1999, ISBN 0-415-12965-6.
- Religion Without God. Routledge, London 2001, ISBN 0-415-21785-7.